# Trešnjevka
Trešnjevka je zagrebačko gradsko naselje na zapadnom dijelu grada. U staroj organizaciji uprave Zagreba postojala je Općina Trešnjevka. Od 2001. sastoji se od gradskih četvrti Trešnjevka – sjever i Trešnjevka – jug. Poštanski broj je 10110.
Naziv Trešnjevka je u najužem smislu dio oko Ozaljske ulice, gdje se nalaze Park Stara Trešnjevka i Trešnjevačka tržnica. U širem smislu, pojam se koristi i za cijeli dio grada južno od željezničke pruge, zapadno od Savske i sjeverno od Save, s neodređenim zapadnim granicama. Naselja koja čine Trešnjevku su Stara Trešnjevka, Ljubljanica, Voltino naselje, Knežija, Horvati, Srednjaci, Jarun, Staglišće, Gredice, Vrbani, Rudeš, Pongračevo itd. U crkvenome administrativnom smislu cijelo područje obuhvaćeno je Trešnjevačkim dekanatom. Na Trešnjevci se nalazi Crkva sv. Josipa.

## Povijest
Sve do kraja 19. stoljeća, Trešnjevka je bila slabo naseljeno područje na rubu Zagreba s manjim brojem prigradskih naselja. Neke od prvih građevina u naselju bile su željezničarske kuće uz Zapadni kolodvor iz 1875. i crpilište Gradskog vodovoda iz 1878. godine. Prijelazom na 20. stoljeće ondje se stvara središnje neplansko naselje uglavnom siromašnog stanovništva. Nakon prve parcelacije 1923. godine izgradnja je ubrzana, gdjegdje na poticaj općine, što uvećava problem nedostatne komunalne infrastrukture. Tako je 1928. godine izgrađeno naselje zapadno od Selske ceste, a 1930. naselje Istrana i invalida, projektirano 1929., koje je s južne strane Ozaljske ceste udomilo izbjeglice iz anektirane Istre i ratne invalide. Uslijedila je zatim izgradnja naselja Prve hrvatske štedionice od 1935. (završivši tek poslije Drugoga svjetskog rata), kao i spajanje naselja tramvajskom prugom, s okretištem danas poznatim kao Ljubljanica na zapadnom kraju Ozaljske ulice.
Završetkom rata granice Trešnjevke proširuju se na naselja zapadnije i južnije od uže Trešnjevke, a četvrt se profilira kao distinktno radničko naselje. Tijekom 1970-ih pretvorena je u samostalnu općinu Zagreba, koja je 1991. godine imala 127 645 stanovnika.

## Kultura
Zagrebački glazbeni podij Centra za kulturu Trešnjevka organizira glazbenu manifestaciju Susrete zagrebačkih glazbenih amatera. U naselju je smješteno Gradsko kazalište Trešnja, osnovano 1969. godine. 
Godine 2018. pokrenut je projekt Muzej susjedstva Trešnja u svrhu izgradnje kvartovskog muzeja, a 2020. godine Muzej je otvorio pristup virtualnom fundusu. U tijeku je traženje prostora gdje bi fundus bio smješten, a muzej otvoren.

## Naselja
- Gajevo
- Gredice
- Jarun
- Knežija
- Ljubljanica
- Prečko
- Rudeš
- Srednjaci
- Staglišće
- Trešnjevka
- Voltino naselje
- Vrbani

## Obrazovanje
- Centar za odgoj i obrazovanje Zagreb – Trešnjevka
- Druga ekonomska škola Zagreb – Trešnjevka
- Drvodjeljska škola Zagreb – Trešnjevka
- Elektrostrojarska obrtnička škola Zagreb – Trešnjevka
- Elektrotehnička škola – Voltino naselje
- IX. gimnazija Zagreb – Trešnjevka
- Osnovna glazbena škola Rudolfa Matza Zagreb – Trešnjevka
- Osnovna Montessori škola "Barunice Dedee Vranyczany Zagreb – Trešnjevka
- Osnovna škola Alojzija Stepinca Zagreb – Vrbani
- Osnovna škola Augusta Šenoe Zagreb – Trešnjevka
- Osnovna škola Bartola Kašića Zagreb – Jarun
- Osnovna škola Horvati – Knežija
- Osnovna škola Ivana Meštrovića Zagreb – Gajevo
- Osnovna škola Josipa Račića Zagreb – Srednjaci
- Osnovna škola Julija Klovića Zagreb – Trešnjevka
- Osnovna škola kralja Tomislava Zagreb – Trešnjevka
- Osnovna škola Ljubljanica Zagreb – Ljubljanica
- Osnovna škola Matije Gupca Zagreb – Knežija
- Osnovna škola Nikole Tesle Zagreb – Prečko
- Osnovna škola Prečko Zagreb – Prečko
- Osnovna škola Rudeš Zagreb – Rudeš
- Osnovna škola Voltino Zagreb – Voltino naselje
- Osnovna škola Vrbani Zagreb – Vrbani
- Privatna gimnazija i ekonomska škola Katarina Zrinski Zagreb – Trešnjevka
- Salezijanska osnovna škola – Staglišće
- Športska gimnazija Zagreb – Trešnjevka
- Strojarska tehnička škola Frana Bošnjakovića Zagreb – Voltino naselje

## Sport
Na Trešnjevci djeluje nekoliko sportskih društava, koja među ostalim i nose ime ove zagrebačke gradske četvrti.
Sportski klubovi:
- NK Trešnjevka Zagreb
- NK Šparta Zagreb
- NK Sloga Zagreb

## Simboli Trešnjevke
Jedan od najpoznatijih trešnjevačkih simbola je Trešnjevačka ljepotica, zgrada koju je izgradio poznati arhitekt Slavko Jelinek.
Kardinal Alojzije Stepinac 8. prosinca 1940. otvara Dom Božje Providnosti, u sklopu kojeg je 20. srpnja 1941. posvećena kapela Corpus Domini kao jubilarna spomen-kapela 1300. obljetnice prvih veza Hrvata i Svete Stolice. U sklopu Doma od 1947. djeluje samostan Sestara Pohoda Marijina.

## Vanjske poveznice
- Trešnjevka – jug, mrežne stranice Grada Zagreba
- Trešnjevka – sjever, mrežne stranice Grada Zagreba
- Centar za kulturu Trešnjevka, službena stranica
- Mapiranje Trešnjevke, projekt CKT-a